# 福祉法
福祉法（ふくしほう, 英語: Welfare Law）は、福祉に関する法の総称である。

## 日本における福祉に関する法令
日本においては、単に福祉法と題する法令はなく、一般に社会福祉法が基本法として扱われている。

### 社会福祉六法
社会福祉六法（しゃかいふくしろっぽう）とは、日本における生活保護法、児童福祉法、母子及び父子並びに寡婦福祉法、老人福祉法、身体障害者福祉法、知的障害者福祉法の総称。単に福祉六法（ふくしろっぽう）とも。
- 生活保護法（1950年施行）
- 児童福祉法（1947年施行）
- 母子及び父子並びに寡婦福祉法（1964年施行。旧称は母子福祉法、母子及び寡婦福祉法）
- 老人福祉法（1963年施行）
- 身体障害者福祉法（1949年施行）
- 知的障害者福祉法（1960年施行）

### 福祉従事者に関する法
- 社会福祉士及び介護福祉士法
- 精神保健福祉士法